# لوکا کولویل
لوکا کولویل (انگلیسی: Luca Colville؛ زادهٔ ۱۷ ژوئیهٔ ۱۹۹۹) بازیکن فوتبال است.
از باشگاه‌هایی که در آن بازی کرده‌است می‌توان به باشگاه فوتبال هادرزفیلد تاون اشاره کرد.